# Nesticus gertschi
Nesticus gertschi là một loài nhện trong họ Nesticidae.
Loài này thuộc chi Nesticus. Nesticus gertschi được miêu tả năm 1992 bởi Coyle & McGarity.